# Groß Niendorf (Holsten)
Groß Niendorf er en by og en kommune i det nordlige Tyskland, beliggende i Amt Leezen under Kreis Segeberg. Kreis Segeberg ligger i den sydøstlige del af delstaten Slesvig-Holsten.

## Geografi
Groß Niendorf ligger omkring 9 kilometer syd for Bad Segeberg i et udstrakt moselandskab. Byen ligger ved Bundesstraße B 432 og lidt øst for kommunen går motorvejen A 21. Groß Niendorfer Au deler byen i to dele.